# Cornelius Darragh
Cornelius Darragh (* 1809 in Pittsburgh, Pennsylvania; † 22. Dezember 1854 ebenda) war ein US-amerikanischer Jurist und Politiker. Zwischen 1844 und 1847 vertrat er den Bundesstaat Pennsylvania im US-Repräsentantenhaus.

## Werdegang
Cornelius Darragh studierte bis 1826 an der Western University of Pennsylvania in Pittsburgh. Nach einem anschließenden Jurastudium und seiner 1829 erfolgten Zulassung als Rechtsanwalt begann er in seiner Heimatstadt in diesem Beruf zu arbeiten. Später schlug er als Mitglied der Whig Party eine politische Laufbahn ein. Zwischen 1836 und 1839 gehörte Darragh dem Senat von Pennsylvania an; von 1841 bis 1844 war er Bundesstaatsanwalt für den westlichen Teil seines Staates.
Nach dem Rücktritt des Abgeordneten William Wilkins wurde Darragh bei der fälligen Nachwahl für den 21. Sitz von Pennsylvania als dessen Nachfolger in das US-Repräsentantenhaus in Washington, D.C. gewählt, wo er am 26. März 1844 sein neues Mandat antrat. Nach einer Wiederwahl konnte er bis zum 3. März 1847 im Kongress verbleiben. Die Zeit ab 1845 war von den Ereignissen des Mexikanisch-Amerikanischen Krieges geprägt.
Zwischen 1849 und 1851 bekleidete Cornelius Darragh das Amt des Attorney General von Pennsylvania. Er starb am 22. Dezember 1854 in Pittsburgh, wo er auch beigesetzt wurde.